# Гізела
Гізела (рум. Ghizela) — село у повіті Тіміш в Румунії. Входить до складу комуни Гізела.
Село розташоване на відстані 374 км на північний захід від Бухареста, 40 км на схід від Тімішоари.

## Населення
За даними перепису населення 2002 року у селі проживали 332 особи.
Національний склад населення села:
| Національність | Кількість осіб | Відсоток |
| -------------- | -------------- | -------- |
| румуни         | 266            | 80,1%    |
| угорці         | 46             | 13,9%    |
| німці          | 14             | 4,2%     |
| українці       | 5              | 1,5%     |

Рідною мовою назвали:
| Мова      | Кількість осіб | Відсоток |
| --------- | -------------- | -------- |
| румунська | 271            | 81,6%    |
| угорська  | 43             | 13,0%    |
| німецька  | 13             | 3,9%     |